# Bàn thắng đẹp nhất tháng Giải bóng đá Ngoại hạng Anh

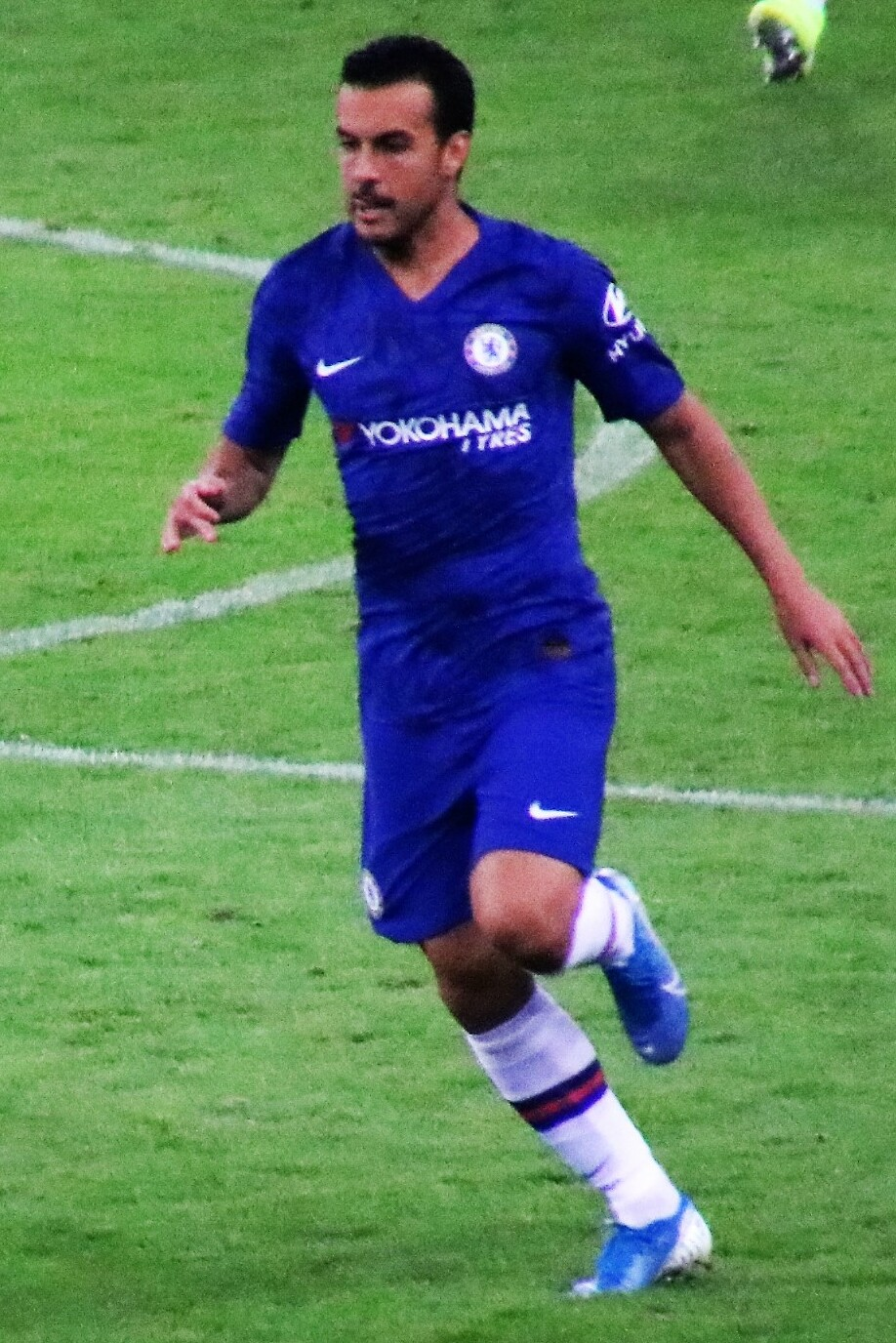
Pedro là một trong bốn cầu thủ hiện đang giữ kỷ lục khi giành giải thưởng này 2 lần.

Bàn thắng đẹp nhất tháng Giải bóng đá Ngoại Hạng Anh là 1 giải thưởng được Hiệp hội bóng đá Anh trao tặng hàng tháng của mùa giải bởi Premier League, cho các cầu thủ ghi bàn thắng đẹp nhất tháng dương lịch trước. Người chiến thắng được chọn đã rút gọn trong danh sách 8 cầu thủ, sau đó được quyết định bởi sự kết hợp của một bình chọn công khai trực tuyến - góp phần vào 10% của tổng sắp cuối cùng - và một bảng điều khiển của các chuyên gia.
Vào cuối mùa giải, 9 người giành giải hàng tháng tiếp tục tranh giải bàn thắng đẹp nhất mùa của Premier League. Các giải thưởng được giới thiệu 2016–17 và hiện được biết đến với tên gọi Budweiser Goal of the Month.

## Những người giành giải thưởng
| In nghiêng | Đội chủ nhà |

| Tháng           | Năm  | Quốc tịch    | Cầu thủ             | Đội                    | Tỷ số[A] | Đối thủ                | Ngày                      | Ref.   |
| --------------- | ---- | ------------ | ------------------- | ---------------------- | -------- | ---------------------- | ------------------------- | ------ |
| Tháng 8         | 2016 | Uruguay      | Cristhian Stuani    | Middlesbrough          | 1–0      | Sunderland             | ngày 21 tháng 8 năm 2016  | [ 2 ]  |
| Tháng 9         | 2016 | Anh          | Jordan Henderson    | Liverpool              | 2–0      | Chelsea                | ngày 16 tháng 9 năm 2016  | [ 3 ]  |
| Tháng 10        | 2016 | Pháp         | Dimitri Payet       | West Ham United        | 1–1      | Middlesbrough          | ngày 1 tháng 10 năm 2016  | [ 4 ]  |
| Tháng 11        | 2016 | Tây Ban Nha  | Pedro               | Chelsea                | 1–1      | Tottenham Hotspur      | ngày 26 tháng 11 năm 2016 | [ 5 ]  |
| Tháng 12        | 2016 | Armenia      | Henrikh Mkhitaryan  | Manchester United      | 3–0      | Sunderland             | ngày 26 tháng 12 năm 2016 | [ 6 ]  |
| Tháng 1         | 2017 | Anh          | Andy Carroll        | West Ham United        | 2–0      | Crystal Palace         | ngày 14 tháng 1 năm 2017  | [ 7 ]  |
| Tháng 2         | 2017 | Bỉ           | Eden Hazard         | Chelsea                | 2–0      | Arsenal                | ngày 4 tháng 2 năm 2017   | [ 8 ]  |
| Tháng 3         | 2017 | Anh          | Andros Townsend     | Crystal Palace         | 2–0      | West Bromwich Albion   | ngày 4 tháng 3 năm 2017   | [ 9 ]  |
| Tháng 4         | 2017 | Tây Ban Nha  | Pedro               | Chelsea                | 1–0      | Everton                | ngày 30 tháng 4 năm 2017  | [ 10 ] |
| Tháng 8         | 2017 | Anh          | Charlie Daniels     | Bournemouth            | 1–0      | Manchester City        | ngày 26 tháng 8 năm 2017  | [ 11 ] |
| Tháng 9         | 2017 | Ecuador      | Antonio Valencia    | Manchester United      | 1–0      | Everton                | ngày 17 tháng 9 năm 2017  | [ 12 ] |
| Tháng 10        | 2017 | Maroc        | Sofiane Boufal      | Southampton            | 1–0      | West Bromwich Albion   | ngày 21 tháng 10 năm 2017 | [ 13 ] |
| Tháng 11        | 2017 | Anh          | Wayne Rooney        | Everton                | 3–0      | West Ham United        | ngày 29 tháng 11 năm 2017 | [ 14 ] |
| Tháng 12        | 2017 | Anh          | Jermain Defoe       | Bournemouth            | 2–2      | Crystal Palace         | ngày 9 tháng 12 năm 2017  | [ 15 ] |
| Tháng 1         | 2018 | Brasil       | Willian             | Chelsea                | 2–0      | Brighton & Hove Albion | ngày 20 tháng 1 năm 2018  | [ 16 ] |
| Tháng 2         | 2018 | Kenya        | Victor Wanyama      | Tottenham Hotspur      | 1–1      | Liverpool              | ngày 4 tháng 2 năm 2018   | [ 17 ] |
| Tháng 3         | 2018 | Anh          | Jamie Vardy         | Leicester City         | 1–1      | West Bromwich Albion   | ngày 10 tháng 3 năm 2018  | [ 18 ] |
| Tháng 4         | 2018 | Đan Mạch     | Christian Eriksen   | Tottenham Hotspur      | 1–1      | Chelsea                | ngày 1 tháng 4 năm 2018   | [ 19 ] |
| Tháng 8         | 2018 | Bờ Biển Ngà  | Jean Michaël Seri   | Fulham                 | 1–0      | Burnley                | ngày 26 tháng 8 năm 2018  | [ 20 ] |
| Tháng 9         | 2018 | Anh          | Daniel Sturridge    | Liverpool              | 1–1      | Chelsea                | ngày 29 tháng 9 năm 2018  | [ 21 ] |
| Tháng 10        | 2018 | Wales        | Aaron Ramsey        | Arsenal                | 3–1      | Fulham                 | ngày 4 tháng 10 năm 2018  | [ 22 ] |
| Tháng 11        | 2018 | Hàn Quốc     | Son Heung-min       | Tottenham Hotspur      | 3–1      | Chelsea                | ngày 14 tháng 11 năm 2018 | [ 23 ] |
| Tháng 12        | 2018 | Anh          | Andros Townsend     | Crystal Palace         | 2–1      | Manchester City        | ngày 22 tháng 12 năm 2018 | [ 24 ] |
| Tháng 1         | 2019 | Đức          | André Schürrle      | Fulham                 | 1–0      | Burnley                | ngày 12 tháng 1 năm 2019  | [ 25 ] |
| Tháng 2         | 2019 | Thuỵ Sĩ      | Fabian Schär        | Newcastle United       | 1–0      | Burnley                | ngày 26 tháng 2 năm 2019  | [ 26 ] |
| Tháng 3         | 2019 | Pháp         | Anthony Knockaert   | Brighton & Hove Albion | 2–1      | Crystal Palace         | ngày 9 tháng 3 năm 2019   | [ 27 ] |
| Tháng 4         | 2019 | Bỉ           | Eden Hazard         | Chelsea                | 1–0      | West Ham United        | ngày 8 tháng 4 năm 2019   | [ 28 ] |
| Tháng 8         | 2019 | Anh          | Harvey Barnes       | Leicester City         | 2–1      | Sheffield United       | ngày 24 tháng 8 năm 2019  | [ 29 ] |
| Tháng 9         | 2019 | Mali         | Moussa Djenepo      | Southampton            | 1–0      | Sheffield United       | ngày 14 tháng 9 năm 2019  | [ 30 ] |
| Tháng 10        | 2019 | Anh          | Matty Longstaff     | Newcastle United       | 1–0      | Manchester United      | ngày 6 tháng 10 năm 2019  | [ 31 ] |
| Tháng 11        | 2019 | Bỉ           | Kevin De Bruyne     | Manchester City        | 2–1      | Newcastle United       | ngày 30 tháng 11 năm 2019 | [ 32 ] |
| Tháng 12        | 2019 | Hàn Quốc     | Son Heung-min       | Tottenham Hotspur      | 3–0      | Burnley                | ngày 7 tháng 12 năm 2019  | [ 33 ] |
| Tháng 1         | 2020 | Iran         | Alireza Jahanbakhsh | Brighton & Hove Albion | 1–1      | Chelsea                | ngày 1 tháng 1 năm 2020   | [ 34 ] |
| Tháng 2         | 2020 | Cộng hoà Séc | Matěj Vydra         | Burnley                | 2–1      | Southampton            | ngày 15 tháng 2 năm 2020  | [ 35 ] |
| Tháng 3/tháng 6 | 2020 | Bồ Đào Nha   | Bruno Fernandes     | Manchester United      | 3–0      | Brighton & Hove Albion | ngày 30 tháng 6 năm 2020  | [ 36 ] |
| Tháng 7         | 2020 | Bỉ           | Kevin De Bruyne     | Manchester City        | 2–0      | Norwich City           | ngày 26 tháng 7 năm 2020  | [ 37 ] |
| Tháng 9         | 2020 | Anh          | James Maddison      | Leicester City         | 4–1      | Manchester City        | ngày 27 tháng 9 năm 2020  | [ 38 ] |
| Tháng 10        | 2020 | Argentina    | Manuel Lanzini      | West Ham United        | 3–3      | Tottenham Hotspur      | ngày 18 tháng 10 năm 2020 | [ 39 ] |
| Tháng 11        | 2020 | Nigeria      | Ola Aina            | Fulham                 | 2–0      | West Bromwich Albion   | ngày 2 tháng 11 năm 2020  | [ 40 ] |

1. ^ Tỷ số ở thời điểm bàn thắng được ghi. Đội của cầu thủ ghi bàn được xếp đầu tiên

## Thống kê
Tính đến Giải thưởng tháng 11 năm 2020
| Cầu thủ             | Số lần |
| ------------------- | ------ |
| Kevin De Bruyne     | 2      |
| Eden Hazard         | 2      |
| Pedro               | 2      |
| Son Heung-min       | 2      |
| Andros Townsend     | 2      |
| Ola Aina            | 1      |
| Harvey Barnes       | 1      |
| Sofiane Boufal      | 1      |
| Andy Carroll        | 1      |
| Charlie Daniels     | 1      |
| Jermain Defoe       | 1      |
| Moussa Djenepo      | 1      |
| Christian Eriksen   | 1      |
| Bruno Fernandes     | 1      |
| Jordan Henderson    | 1      |
| Alireza Jahanbakhsh | 1      |
| Anthony Knockaert   | 1      |
| Manuel Lanzini      | 1      |
| Matty Longstaff     | 1      |
| James Maddison      | 1      |
| Henrikh Mkhitaryan  | 1      |
| Dimitri Payet       | 1      |
| Aaron Ramsey        | 1      |
| Wayne Rooney        | 1      |
| Fabian Schär        | 1      |
| André Schürrle      | 1      |
| Jean Michaël Seri   | 1      |
| Cristhian Stuani    | 1      |
| Daniel Sturridge    | 1      |
| Antonio Valencia    | 1      |
| Jamie Vardy         | 1      |
| Matěj Vydra         | 1      |
| Victor Wanyama      | 1      |
| Willian             | 1      |

| Quốc tịch    | Số lần |
| ------------ | ------ |
| Anh          | 12     |
| Bỉ           | 4      |
| Pháp         | 2      |
| Tây Ban Nha  | 2      |
| Hàn Quốc     | 2      |
| Argentina    | 1      |
| Armenia      | 1      |
| Brasil       | 1      |
| Cộng hòa Séc | 1      |
| Đan Mạch     | 1      |
| Ecuador      | 1      |
| Đức          | 1      |
| Iran         | 1      |
| Bờ Biển Ngà  | 1      |
| Kenya        | 1      |
| Mali         | 1      |
| Maroc        | 1      |
| Nigeria      | 1      |
| Bồ Đào Nha   | 1      |
| Thụy Sĩ      | 1      |
| Uruguay      | 1      |
| Wales        | 1      |

| Câu lạc bộ             | Số lần |
| ---------------------- | ------ |
| Chelsea                | 5      |
| Tottenham Hotspur      | 4      |
| Fulham                 | 3      |
| Leicester City         | 3      |
| Manchester United      | 3      |
| West Ham United        | 3      |
| Bournemouth            | 2      |
| Brighton & Hove Albion | 2      |
| Crystal Palace         | 2      |
| Liverpool              | 2      |
| Manchester City        | 2      |
| Newcastle United       | 2      |
| Southampton            | 2      |
| Arsenal                | 1      |
| Burnley                | 1      |
| Everton                | 1      |
| Middlesbrough          | 1      |